# Императорско православно палестинско общество
Императорското православно палестинско общество (абр. ИППО) е най-старата руска научна и хуманитарна[необходимо е уточнение] организация, учредена със задача да съдейства на православното поклонничество в Светите земи, както и за развитие на научното палестиноведство и хуманитарното сътрудничество с народите в Близкия изток. Предшественик на обществото е Палестинският комитет, основан 1859, който е преобразуван в Палестинска комисия през 1864. След Руската революция от 1917 обществото е преименувано на Руско палестинско общество и прикрепено към РАН. Оригиналното наименование на обществото е възстановено на 22 май 1992 .

## История
Дружеството е основано на 21 май 1882 г. в деня на равноапостолите Свети Константин и Елена като Православно палестинско общество. През 1889 г. получава почетното си наименование императорско.
Уставът на ИППО е утвърден на 8 май 1882 г. от император Александър III и е приет на учредителното събрание на 21 май 1882 г. В съответствие с Устава на ИППО осъществява многостранна и плодотворна работа в периода до Първата световна война.
Почетни членове на ИППО са били личности като оберпрокурорите на Светия синод на Руската православна църква Константин Победоносцев, Пьотър Изволски, Владимир Саблер и министър-председателите Сергей Вите, Пьотър Столипин, Владимир Коковцов, Иван Горемкин, Борис Штюрмер. Член-учредител и първи председател на ИППО е великият княз Сергей Александрович.
ИППО създава своя училищна система, която до началото на Първата световна война през 1914 г. има над 100 училища към местни православни общини, които са в среда на иноверно население. В училищата се обучават предимно деца от православни семейства, като образованието освен религиозно е и светско и безплатно. В Светите земи православните училища търпят конкуренцията на католическите и протестантските училища, а също и определено съпротивление от страна на Йерусалимския патриарх. От 1895 г. училища са разкрити преимуществено в Сирия, която по онова време е в Османската империя и под юрисдикцията на Антиохийската патриаршия. Създадени са и 2 учителски семинарии, мъжка в Назарет и женска в Бейт-Джал, учениците в които са на пълен пансион.
В началните училища под патронажа и попечителството на ИППО се изучава Закон Божий, арабски език, аритметика, география, история и занаяти. В много от тези училища се преподава руски език, а по-добрите ученици продължават образованието си в Руската империя. Училищната система на ИППО се издържа, освен с волни пожертования, и с пари от държавния бюджет. Тя е обхващала училищна мрежа в Палестина, Ливан и Сирия. На 1 май 1902 г. с изричен ферман на султан Абдул Хамид II тази училищна мрежа получава и официален статут. С началото на Първата световна война тези училища на практика прекратяват съществуването си, дори и заради руско-османския въоръжен конфликт.
След Октомврийската революция от 1917 г. в ИППО настъпва разкол и обществото се разделя на 2 – руско и задгранично. През 1918 г. (1 г. след 2-те големи руски революции – Февруарската и Октомврийската), руската организация е преименувана на Руско палестинско общество при Академията на науките на РСФСР, а предходната и дейност е обречена на забвение.
На 22 май 1992 г. след историческия край на Съветския съюз е възстановено историческото име и уставната дейност на обществото – Императорско православно палестинско общество. Официалният сайт на обществото е www.ippo.ru.
След 1918 г. всички съхранявани светини са разграбени от болшевиките, а собствеността на обществото е национализирана. Днес останалите от тези светини се намират в Израел и на територията на Палестинската автономия. Императорското православно палестинско общество има 3 независими секции – Американска, Европейска и в Светите земи (чийто официален сайт е www.ippo-jerusalem.info).
От 2007 г. начело на ИППО е председателят на Сметната палата на Руската федерация Сергей Степашин. Под негов личен и руски правителствен натиск на 5 октомври 2008 г. правителството на Израел приема решение за възстановяване на съществуващата стара руска собственост в Светите земи, наречена Сергиевско подворие, което е предадено на 3 февруари 2009 г. в юрисдикцията на Правителството на Руската федерация и понастоящем в старата сграда текат възстановително-реставрационни работи.